# Loveresse
Loveresse ist eine politische Gemeinde im Verwaltungskreis Berner Jura des Kantons Bern in der Schweiz.

## Geographie
Loveresse liegt auf 761 m ü. M., 11 km westsüdwestlich des Orts Moutier (Luftlinie). Das Dorf erstreckt sich in einer Mulde am Südhang der Jurakette des Moron, im Juralängstal Vallée de Tavannes.
Die Fläche des 4,6 km² grossen Gemeindegebiets umfasst einen schmalen Abschnitt des breiten von der Birs durchflossenen Talbeckens des Vallée de Tavannes. Nach Norden erstreckt sich das Gebiet über den bewaldeten Steilhang (Bois au Prince) bis auf den Kamm der Moronkette, wo mit 1281 m ü. M. der höchste Punkt von Loveresse erreicht wird. Auf dem Kamm befinden sich ausgedehnte Jurahochweiden mit den typischen mächtigen Fichten, die entweder einzeln oder in Gruppen stehen. Im Süden reicht das Gemeindegebiet über den langsam ansteigenden Hang Plan du Cerneux auf die Höhe der Montoz-Kette (bis 1260 m ü. M.). Von der Gemeindefläche entfielen 1997 6 % auf Siedlungen, 48 % auf Wald und Gehölze, 45 % auf Landwirtschaft und etwas weniger als 1 % war unproduktives Land.
Zu Loveresse gehören der östliche Teil des Weilers Moulin-de-Loveresse (721 m ü. M.) auf dem Talboden nahe der Mündung der Trame in die Birs sowie mehrere Einzelhöfe. Nachbargemeinden von Loveresse sind Reconvilier, Saules, Petit-Val und Valbirse.

## Bevölkerung
Mit 348 Einwohnern (Stand 31. Dezember 2023) gehört Loveresse zu den kleineren Gemeinden des Berner Juras. Von den Bewohnern sind 86,2 % französischsprachig, 12,9 % deutschsprachig und 0,3 % italienischsprachig (Stand 2000). Die Bevölkerungszahl von Loveresse belief sich 1850 auf 227 Einwohner, 1900 auf 383 Einwohner. Danach nahm sie bis 1990 auf 260 Personen ab; seither wurde wieder ein deutlicher Bevölkerungsanstieg verzeichnet.

## Politik
Bei den Nationalratswahlen 2023 betrugen die Wähleranteile in Loveresse (in Klammern die Veränderung im Vergleich zu den Wahlen 2019 in Prozentpunkten): SVP 45,61 % (+7,64), SP 21,14 % (+0,70), EVP 7,63 % (+4,18), EDU 5,30 % (−1,74), FDP 5,27 % (+1,54), Grüne 4,88 % (−8,88), Mitte 4,10 % (+0,33), glp 1,63 % (−1,87), SD 1,39 % (+0,62).

## Wirtschaft
Loveresse ist noch stark durch die Landwirtschaft geprägt. Ende des 19. Jahrhunderts gewann auch in Loveresse die Uhrenherstellung an Bedeutung, konnte sich jedoch nicht lange halten. Ein holzverarbeitender Betrieb sowie eine Fensterfabrik bieten heute einige Arbeitsplätze an. Viele Erwerbstätige sind daher Wegpendler und arbeiten in den Industriegemeinden des Vallée de Tavannes.

## Verkehr
Die Gemeinde ist verkehrsmässig recht gut erschlossen. Sie ist durch eine Stichstrasse von der Hauptstrasse von Delémont nach Tavannes erreichbar. Am 3. April 2017 wurde die Autobahn A16 eröffnet. Sie verbindet das schweizerische Nationalstrassennetz mit dem französischen Autobahnnetz. Loveresse ist selbst nicht an den öffentlichen Verkehr angebunden. Der nächste Bahnhof der am 16. Dezember 1876 eingeweihten Eisenbahnstrecke von Court nach Tavannes befindet sich in Reconvilier (rund 1,5 km von Loveresse entfernt).

## Geschichte
Die erste schriftliche Erwähnung unter dem Namen Loveresce datiert auf das Jahr 1148. Seit 1267 hatte das Kloster Bellelay grösseren Grundbesitz auf dem Gebiet von Loveresse. Das Dorf unterstand bis zum Ende des 18. Jahrhunderts der Propstei Moutier-Grandval. Von 1797 bis 1815 gehörte Loveresse zu Frankreich und war anfangs Teil des Département Mont-Terrible, das 1800 mit dem Département Haut-Rhin verbunden wurde. Durch den Entscheid des Wiener Kongresses kam der Ort 1815 an den Kanton Bern zum Bezirk Moutier.

## Sehenswürdigkeiten
Im Ortskern von Loveresse befinden sich noch einige charakteristische Bauernhäuser aus dem 17. bis 19. Jahrhundert. Das Schulhaus mit Glockenturm wurde im Stil des Spätklassizismus errichtet. Loveresse besitzt keine eigene Kirche, es gehörte bis 1928 zur Pfarrei Tavannes-Chaindon, seither zur Pfarrei Reconvilier.

## Persönlichkeiten
- Charles Adrien Wettach (1880–1959), Clown, besser bekannt unter seinem Pseudonym Grock